# Кегресс, Адольф
Адольф Кегресс (фр. Adolphe Kégresse; 20 июня 1879, Эрикур, департамент Верхняя Сона, Франция — 9 февраля 1943, Круасси-сюр-Сен, департамент Ивелин, Франция) — французский инженер, механик и изобретатель.

## Биография
Окончил Высшую техническую школу в Монбельяре. В 1904—1917 годах жил и работал в России. Был личным шофёром императора Николая II и заведующим технической частью императорского гаража в звании прапорщика. Изобрёл подвеску, названную его именем, использовавшуюся в том числе на бронеавтомобилях Остин-Путиловец-Кегресс.
В 1904 году был принят техником на машиностроительный завод «Г. А. Лесснер» и по протекции князя Орлова поступил на службу в Царский гараж в Царском Селе. Однако в зимний период вся автотехника не могла передвигаться по бездорожью. Используя грузовик Daimler Colonial (вездеход, созданный немцами для Африки), он работал над автосанями, однако первые испытания обернулись провалом, поскольку конструкция нуждалась в усовершенствовании. В 1913 году были организованы испытания автосаней. Императорское Российское автомобильное общество включило в заезд три машины: разработки графа де Лессела, сани с пропеллером, аэросани И. И. Сикорского и автосани Кегресса, которые показали лучшие результаты. Уже в 1914 году Кегресс получил патент № 26751 на «Автомобиль-сани, движущиеся посредством бесконечных ремней с нажимными роликами и снабжённые поворотными полозьями на передней оси».
До начала войны разработал гусеничный движитель, который можно было устанавливать на колёсные автомобили вместо задних колёс. Этим движителем он оборудовал царские автомобили «Роллс-Ройс», «Паккард», «Клемент-Байярд». В 1915 году его разработку рассмотрели в Главном военном техническом управлении. Кегресс получил чин прапорщика. В 1916 году он закончил работу над первым полугусеничным бронеавтомобилем. Машина могла свободно передвигаться по целине, влажному грунту и болоту — 286 вёрст по бездорожью.
Разработанная им лента была резинокордовой, на тканевой основе, цепной привод и гусеницы были не очень прочными, но могли использоваться и летом, и зимой. Был утверждён план установки приборов Кегресса на 145 легковых и грузовых автомобилей. Собирали их на Путиловском автозаводе. Полугусеничные автомобили использовались как санитарные во время войны.

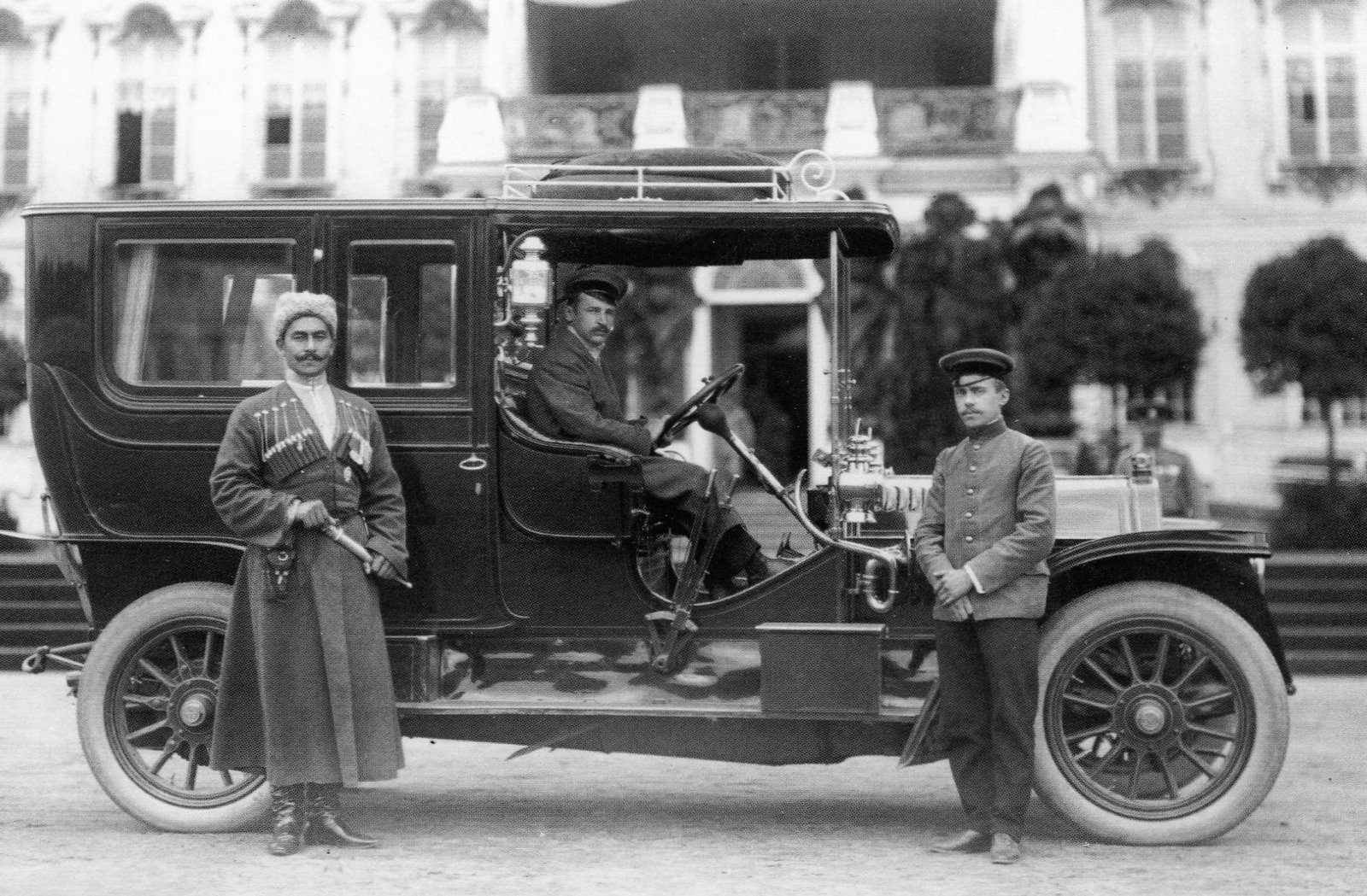
Адольф Кегресс за рулем Императорского «Бенц»'а. Царское Село, у парадного подъезда Большого Екатерининского дворца. 9 сентября 1911 года.

После революции в России в 1917 году вернулся во Францию, где работал в компании «Citroën». Основал компанию «Société d’Exploitation Kégresse». В конце 1930-х годов Кегресс впервые описал принципиальную схему коробки переключения передач с двумя сцеплениями. Кавалер ордена Почётного Легиона.